# Пэй, Энтони Чарльз
Э́нтони Чарльз Пэй (англ. Antony Charles Pay; род. 21 февраля 1945, Лондон) — британский кларнетист.
Учился в Королевской академии музыки у Уилфрида Кили и Джона Дэвиса, дебютировал как солист в возрасте 16 лет, исполнив Концерт для кларнета с оркестром Моцарта. В 1966 успешно окончил Кембриджский университет по математической специальности, а два года спустя был принят в Королевский филармонический оркестр Лондона, где проработал десять лет, параллельно будучи также солистом оркестра «Лондонская симфониетта» (до 1983 г.). В 1976—1986 — первый кларнет оркестра Академии Святого Мартина в полях, в 1983—1994 — оркестра Академии старинной музыки, с 1986 — Оркестра эпохи Просвещения.
Пэй часто выступает как солист и дирижёр и известен прежде всего как исполнитель классического репертуара (Вебер, Круселль, Моцарт) на исторических (аутентичных) инструментах. В то же время в его репертуар входят современные сочинения: ещё во времена Лондонской симфониетты Пэй сотрудничал с такими композиторами, как Пьер Булез, Лучано Берио, Харрисон Бёртуистл, Карлхайнц Штокхаузен, а Ханс Вернер Хенце специально для Пэя написал пьесу «Чудо о розе» (фр. Le Miracle de la Rose) для кларнета и 13 инструментов, рассчитанную на исполнение с солистом в роли дирижёра.
Пэй также ведёт активную преподавательскую деятельность: в 1982—1990 гг. он был профессором Гилдхоллской школы музыки, даёт мастер-классы по всему миру.